# Международный зал славы женского спорта
Международный зал славы женского спорта (англ. International Women’s Sports Hall of Fame) был основан в 1980 году с целью увековечения женщин, оставивших важный след в истории спорта. Владельцем Зала славы является Фонд женского спорта. При включении в списки Зала славы учитывались личные достижения спортсменок, исторические прорывы, новаторство и многолетняя приверженность развитию женского спорта. С 1980 года в списки Зала славы включались женщины-спортсменки в двух категориях: «Пионер» (англ. Pioneer, для спортсменок, чьи достижения относятся к периоду более чем за 25 лет до избрания) и «Современница» (англ. Contemporary, для спортсменок, участвовавших в соревнованиях в 25 лет, предшествующих избранию). С 1990 года введена третья категория — «Тренер» (англ. Coach, как для завершивших, так и для продолжающих карьеру тренеров).
Экспозиция Зала славы располагалась в штаб-квартире Фонда женского спорта в Ист-Медоу (Нью-Йорк) и включала спортивные призы, форму и снаряжение, фотографии и прочие материалы, связанные с избранными деятельницами женского спорта. К началу XXI века кампания Фонда женского спорта по сбору средств на отдельное здание для Зала славы принесла 4 млн долларов. В 2008 году материалы Зала славы были размещены в комплексе только что открывшегося Музея спорта Америки, однако музей, не пользовавшийся известностью у жителей Нью-Йорка, закрылся уже в феврале 2009 года после убытков в размере 6 млн долларов. После этого материалы Международного зала славы женского спорта хранятся в архиве и новых избраний не производится. В общей сложности до этого времени в списки Зала славы были внесены 134 имени.

## Члены Зала славы
| Легенда      |
| ------------ |
| Пионер       |
| Современница |
| Тренер       |

| Год  | Изображение                                   | Имя                               | Вид                             | Категория    | Комментарий |
| ---- | --------------------------------------------- | --------------------------------- | ------------------------------- | ------------ | --- |
| 1980 |                                               | Патти Берг                        | Гольф                           | Пионер       | Чемпионка США среди любителей, победительница 60 профессиональных турниров с 1941 по 1962 год (в том числе первого Открытого чемпионата США, 1946), член Всемирного зала славы гольфа (1974); организатор более чем 10 тысяч мастер-классов гольфа. |
| 1980 |                                               | Джанет Гатри                      | Автоспорт                       | Современница | Первая женщина — участница гонок «500 миль Индианаполиса» и NASCAR. |
| 1980 |                                               | Алтея Гибсон                      | Гольф, теннис                   | Пионер       | Первый цветной теннисист, выигравший турнир Большого шлема (1956); первая афроамериканка, игравшая в туре LPGA. |
| 1980 |                                               | Милдред (Бейб) Дидриксон Захариас | Гольф, лёгкая атлетика          | Пионер       | Баскетболистка, бейсболистка, трёхкратный призёр (в том числе двукратная чемпионка) Олимпийских игр (1932) и многократная рекордсменка мира в лёгкой атлетике, победительница крупнейших любительских турниров по гольфу, многократная спортсменка года по версии «Ассошиэйтед Пресс»; соосновательница и президент LPGA.                                            |
| 1980 |                                               | Эленор Холм Уэлен                 | Плавание                        | Пионер       | Олимпийская чемпионка (1932) и рекордсменка мира на дистанции 100 м на спине; звезда водных шоу Билли Роуза Aquacade. |
| 1980 |                                               | Гертруда Эдерле                   | Плавание                        | Пионер       | Первая женщина, переплывшая Ла-Манш. |
| 1980 |                                               | Амелия Эрхарт                     | Авиационный спорт               | Пионер       | Обладательница мирового рекорда высоты полёта (1922; среди женщин не побит до 1931 года); одиночный перелёт с Атлантического на Тихоокеанское побережье США (1928), кавалер Креста лётных заслуг и ордена Почётного легиона; пропала без вести в ходе кругосветного перелёта (1937).                                                                                 |
| 1980 |                                               | Билли Джин Кинг                   | Теннис                          | Современница | 39-кратная победительница турниров Большого шлема, в том числе 12-кратная в одиночном разряде, спортсменка года по версии «Ассошиэйтед Пресс» (1967); борец за женское равноправие в спорте, соосновательница Женской теннисной ассоциации, лиги World Team Tennis и Фонда женского спорта.                                                                          |
| 1980 |                                               | Вилма Рудольф                     | Лёгкая атлетика                 | Современница | Превозмогла детскую инвалидность; трёхкратная олимпийская чемпионка на спринтерских дистанциях (1960), обладательница приза Джеймса Салливана (1961), член Зала славы лёгкой атлетики США (1974). |
| 1981 |                                               | Гленна Коллетт-Вейр               | Гольф                           | Пионер       | Лидер женского гольфа в 1920-е годы, 6-кратная чемпионка США среди любителей, победительница Открытого чемпионата Франции, член Всемирного зала славы гольфа (1975). |
| 1981 |                                               | Микки Райт                        | Гольф                           | Современница | Победительница 82 турниров LPGA, единственная в истории единовременная обладательница титулов во всех мейджорах LPGA (1961/1962), спортсменка года (1963, 1964) и гольфистка века по версии «Ассошиэйтед Пресс», член Всемирного зала славы гольфа (1976); президент LPGA (1963—1964).                                                                               |
| 1981 |                                               | Вайомия Тайес                     | Лёгкая атлетика                 | Современница | Трёхкратная олимпийская чемпионка, первая в истории двукратная олимпийская чемпионка на дистанции 100 м (1964, 1968), абсолютный лидер профессиональной Международной легкоатлетической ассоциации; соосновательница Фонда женского спорта, член Зала славы лёгкой атлетики США (1980).                                                                              |
| 1981 |                                               | Пегги Флеминг Дженкинс            | Фигурное катание                | Современница | Олимпийская чемпионка (1968), трёхкратная чемпионка мира; участница ледовых ревю (в том числе собственного в 1973 году), тренер и спортивный комментатор. |
| 1981 |                                               | Крис Эверт                        | Теннис                          | Современница | Многократная победительница турниров Большого шлема, первая ракетка мира, трёхкратная спортсменка года по версии «Ассошиэйтед Пресс» (1974, 1975, 1977), спортсмен года по версии Sports Illustrated (1976). |
| 1981 |                                               | Шейла Янг Охович                  | Конькобежный спорт              | Современница | Трёхкратный призёр (в том числе чемпионка) Олимпийских игр 1976 года, трёхкратная чемпионка мира в спринтерском многоборье, трёхкратная чемпионка мира по трековому велоспорту (спринт). |
| 1982 |                                               | Франсина Бланкерс-Кун             | Лёгкая атлетика                 | Пионер       | Первая четырёхкратная чемпионка по лёгкой атлетике на одних Олимпийских играх (1948), обладательница мировых рекордов в беговых и прыжковых дисциплинах. |
| 1982 |                                               | Соня Хени                         | Фигурное катание                | Пионер       | Трёхкратная олимпийская чемпионка (1928, 1932, 1936), участница ледовых ревю; кардинально преобразовала женское фигурное катание. |
| 1982 |                                               | Ольга Корбут                      | Гимнастика                      | Современница | 6-кратный призёр (в том числе 4-кратная чемпионка) Олимпийских игр (1972, 1976). |
| 1982 |                                               | Кэрол Манн                        | Гольф                           | Современница | Президент LPGA, член Всемирного зала славы гольфа (1977). |
| 1982 |                                               | Аннемари Мозер-Прёль              | Горнолыжный спорт               | Современница | Олимпийская чемпионка (1980, шестикратная обладательница Кубка мира (абсолютный рекорд среди женшин), победительница 62 этапов Кубка мира. |
| 1983 | Дэвид и Андреа Лоуренс                        | Андреа Мид-Лоуренс                | Горнолыжный спорт               | Пионер       | Двукратная олимпийская чемпионка (1952); участвовала в Олимпийских играх 1956 года через 4 месяца после рождения третьего ребёнка; основательница природозащитного Института гор и рек Андреа Лоуренс. |
| 1983 |                                               | Тенли Олбрайт                     | Фигурное катание                | Пионер       | Первая олимпийская чемпионка по фигурному катанию от США (1956), 2-кратная чемпионка мира; позже хирург, главный врач сборной США на зимних Олимпиадах. |
| 1983 |                                               | Хелен Стивенс                     | Лёгкая атлетика                 | Пионер       | Двукратная олимпийская чемпионка (1936), рекордсменка мира на дистанции 100 м; пропагандистка спорта, основательница и руководитель полупрофессиональной баскетбольной команды «Хелен Стивенс Олимпик Коэдз», член Зала славы лёгкой атлетики США (1975). |
| 1983 |                                               | Донна де Варона                   | Плавание                        | Современница | Двукратная олимпийская чемпионка (1964), обладательница 18 мировых рекордов, спортсменка года по версии Associated Press и United Press International (1964); пропагандистка женского спорта, первый президент Фонда женского спорта. |
| 1983 |                                               | Мики Кинг                         | Прыжки в воду                   | Современница | Олимпийская чемпионка (1972); на Олимпийских играх 1968 года лидировала, но в предпоследнем прыжке ударилась о доску, сломала руку и осталась 4-й; двукратная чемпионка США по водному поло; член Зала славы мирового плавания (1978). |
| 1984 |                                               | Марион Лейдвиг                    | Боулинг                         | Пионер       | 8-кратная победительница Открытого чемпионата США, 9-кратная женщина-боулер года по версии Американской ассоциации журналистов боулинга, лучшая женщина-боулер XX века по версии Bowlers Journal International. |
| 1984 |                                               | Сюзанн Ленглен                    | Теннис                          | Пионер       | Многократная победительница Уимблдонского турнира, чемпионата мира на твёрдых кортах и чемпионата Франции, первая профессиональная теннисистка (1926); инициатор радикальных изменений в женской теннисной форме. |
| 1984 |                                               | Пат Маккормик                     | Прыжки в воду                   | Пионер       | Первый прыгун в воду, выигравший соревнования по прыжкам с трамплина и вышки на двух Олимпиадах подряд (1952, 1956), обладательница приза Джеймса Салливана, спортсменка года по версии Associated Press и United Press International, спортсмен года по версии Sports Illustrated (все — 1956), первая прыгунья в воду в Зале славы мирового плавания.              |
| 1984 |                                               | Элеонора Сирс                     | Гольф, поло, сквош              | Пионер       | Участница соревнований по конному, парусному, стрелковому спорту, одна из первых женщин — игроков в поло, чемпионка США по сквошу, многократная чемпионка США по теннису в женских и смешанных парах, обладательница 240 наград в разных видах спорта, член Международного зала теннисной славы (1968).                                                              |
| 1984 |                                               | / Мартина Навратилова             | Теннис                          | Современница | 11-кратная (к 1984 году) победительница турниров Большого шлема в одиночном разряде, многократная чемпионка в парных разрядах, первая ракетка мира; пропагандист женского спорта. |
| 1984 |                                               | Кэти Уитворт                      | Гольф                           | Современница | Рекордсменка профессиональных туров по числу титулов, первая женщина, заработавшая миллион долларов призовых в LPGA, двукратная спортсменка года по версии «Ассошиэйтед Пресс» (1965, 1966); президент LPGA. |
| 1985 |                                               | Энн Кёртис Кунео                  | Плавание                        | Пионер       | Трёхкратный призёр (в том числе двукратная чемпионка) Олимпийских игр (1948), 34-кратная чемпионка США, обладательница приза Джеймса Салливана (1944), член Зала славы мирового плавания (1966). |
| 1985 |                                               | Лариса Латынина                   | Гимнастика                      | Пионер       | Первая четырёхкратная победительница мировых соревнований в многоборье (по две победы на Олимпиадах и чемпионатах мира), чемпионка мира во всех современных дисциплинах, кавалер Олимпийского ордена; главный тренер сборной СССР по спортивной гимнастике. |
| 1985 |                                               | Энн Мейерс-Драйсдейл              | Баскетбол                       | Современница | Первая студентка на полной спортивной стипендии, первый человек в истории NCAA, сделавший квадрупл-дабл, лучшая студентка-спортсменка США (1978), чемпионка мира (1979), первая женщина, заключившая контракт с клубом мужской НБА. |
| 1985 |                                               | Дон Фрейзер                       | Плавание                        | Современница | 8-кратный призёр (в том числе 4-кратная чемпионка) Олимпийских игр (1956, 1960, 1964) 39-кратная рекордсменка мира, первая женщина, проплывшая 100 м вольным стилем менее чем за минуту; по результатам опроса общественного мнения (1988) признана величайшей спортсменкой Австралии; деятельница олимпийского движения, президент Зала спортивной славы Австралии. |
| 1986 |                                               | Шарлотта Дод                      | Гольф, стрельба из лука, теннис | Пионер       | Игрок в хоккей на траве, саночница, фигуристка, 5-кратная победительница Уимблдонского турнира (в первый раз в 15 лет и 9 месяцев — непобитый рекорд), серебряный призёр Олимпийских игр 1908 года в стрельбе из лука, чемпионка Великобритании по гольфу. |
| 1986 |                                               | Бетси Ролз                        | Гольф                           | Пионер       | Победительница 55 профессиональных турниров, включая чемпионат LPGA (1959) и 4 Открытых чемпионата США; директор турниров LPGA, первая женщина — судья на мужском Открытом чемпионате США (1980). |
| 1986 |                                               | Хейзел Хочкисс Уайтмен            | Теннис                          | Пионер       | Двукратная олимпийская чемпионка (1924), 16-кратная победительница чемпионата США во всех разрядах; основательница Кубка Уайтмен — первого теннисного соревнования женских национальных сборных. |
| 1986 |                                               | Трейси Колкинс-Стоквелл           | Плавание                        | Современница | Многократная рекордсменка мира, 3-кратная олимпийская чемпионка (1984) и 42-кратная чемпионка США, первая женщина — рекордсмен США во всех четырёх стилях; самая молодая обладательница приза Джеймса Салливана (1978), дважды признавалась лучшей студенткой-спортсменкой США (1982, 1984).                                                                         |
| 1986 |                                               | Маргарет Корт                     | Теннис                          | Современница | 22-кратная победительница турниров Большого шлема в одиночном разряде, обладательница календарного Большого шлема в миксте (1963) и одиночном разряде (1970), член Международного зала теннисной славы (1979). |
| 1986 |                                               | Фло Хаймен                        | Волейбол                        | Современница | Вице-чемпионка Олимпийских игр 1984 года, прославилась спортивным благородством и самоотверженностью; в честь Фло Хаймен назван памятный приз, ежегодно присуждаемый Фондом женского спорта. |
| 1987 |                                               | Морин Коннолли                    | Теннис                          | Пионер       | Первая женщина — обладательница Большого шлема (1953), первая ракетка мира в 1952—1954 годах; основательница Фонда Морин Коннолли Бринкер, развивающего юношеский теннис. |
| 1987 |                                               | Мари Марвингт                     | Авиационный спорт, альпинизм    | Пионер       | Горнолыжница, конькобежка, саночница, первая женщина, покорившая высочайшие вершины Альп, обладательница первых женских рекордов в авиационном спорте, первая лётчица-бомбардировщик, офицер ордена Почётного легиона. |
| 1987 |                                               | Луиза Саггс                       | Гольф                           | Пионер       | Соосновательница и президент LPGA, победительница 58 турниров (в том числе 11 мейджоров), член Всемирного зала славы гольфа (1979). |
| 1987 |                                               | Джоанн Карнер                     | Гольф                           | Современница | 5-кратная чемпионка США среди любителей, победительница 35 профессиональных турниров, трижды признавалась игроком года LPGA, член Всемирного зала славы гольфа (1982). |
| 1987 |                                               | Дебби Мейер Уэбер                 | Плавание                        | Современница | Трёхкратная олимпийская чемпионка (1968), обладательница 15 мировых рекордов, первая женщина, проплывшая 1500 м вольным стилем быстрее 18 минут и 400 м вольным стилем быстрее 4 минут 30 секунд, обладательница приза Джеймса Салливана (1968), член Зала славы мирового плавания (1977).                                                                           |
| 1987 |                                               | Мэделин Мэннинг Мимс              | Лёгкая атлетика                 | Современница | Превозмогла детскую инвалидность; олимпийская чемпионка (800 м, 1968), член Зала славы лёгкой атлетики США (1984). |
| 1987 |                                               | Людмила Турищева                  | Гимнастика                      | Современница | 8-кратный призёр (в том числе 4-кратная чемпионка) Олимпийских игр (1968, 1972, 1976), многократная чемпионка мира и Европы (в том числе во всех видах на чемпионате Европы 1973 года). |
| 1988 |                                               | Эйлин Риджин Соул                 | Плавание, прыжки в воду         | Пионер       | Трёхкратный призёр Олимпийских игр, первая в истории женщина — олимпийская чемпионка в прыжках в воду с трамплина (1920), многократная чемпионка США в плавании и прыжках в воду, член Зала славы мирового плавания (1967). |
| 1988 |                                               | Маргарет Мёрдок                   | Стрелковый спорт                | Современница | Первая женщина — чемпионка мира (1970) и Панамериканских игр (1966) по стрелковому спорту в общем разряде, вице-чемпионка Олимпийских игр (1976). |
| 1988 |                                               | Ирина Роднина                     | Фигурное катание                | Современница | Трёхкратная олимпийская чемпионка (1972, 1976, 1980), 10-кратная чемпионка мира, 11-кратная чемпионка Европы в парном катании, кавалер Олимпийского ордена; тренер, член Совета при Президенте РФ по физкультуре и спорту. |
| 1988 |                                               | Уилли Уайт                        | Лёгкая атлетика                 | Современница | Пятикратная участница и двукратный призёр Олимпийских игр, многократная чемпионка и рекордсменка США, член Олимпийского и паралимпийского зала славы США. |
| 1989 |                                               | Тереза Уэлд Бланчард              | Фигурное катание                | Пионер       | Многократная чемпионка США в одиночном катании, спортивных и танцевальных парах, первая чемпионка Северной Америки (1923); пропагандистка фигурного катания, основательница журнала Skating. |
| 1989 |                                               | Илона Шахерер-Элек                | Фехтование                      | Пионер       | Трёхкратный призёр (в том числе двукратная чемпионка, 1936, 1948) Олимпийских игр в индивидуальном зачёте, последнюю медаль завоевала в 45 лет; 17-кратный призёр (в том числе 10-кратная победительница) чемпионатов мира в личном зачёте, многократная чемпионка в команде.                                                                                        |
| 1989 |                                               | Ивонн Гулагонг Коули              | Теннис                          | Современница | 7-кратная победительница турниров Большого шлема, первая ракетка мира, спортсменка года по версии «Ассошиэйтед Пресс» и обладательница звания «Австралиец года» (оба — 1971), член Международного зала теннисной славы (1988); борец за права аборигенов Австралии.                                                                                                  |
| 1989 |                                               | Джоан Джойс                       | Софтбол                         | Современница | Многократная чемпионка США, чемпионка мира (1974), обладательница национальных и мировых рекордов. |
| 1990 |                                               | Уилла Макгуайр Кук                | Воднолыжный спорт               | Пионер       | 3-кратная чемпионка мира и 8-кратная чемпионка США в многоборье; директор Американского зала славы и музея воднолыжного спорта. |
| 1990 |                                               | Конни Карпентер Финни             | Велоспорт                       | Современница | Олимпийская чемпионка в групповой велогонке (1984), участница зимних Олимпийских игр в конькобежном спорте, победительница межвузовского чемпионата США в академической гребле, член Олимпийского и паралимпийского зала славы США. |
| 1990 |                                               | Надя Комэнеч                      | Гимнастика                      | Современница | 9-кратный призёр (в том числе 5-кратная чемпионка, 1976, 1980) Олимпийских игр, первая гимнастка, получившая 10 баллов на Олимпийских играх; популяризатор спортивной гимнастики, кавалер Олимпийского ордена. |
| 1990 |                                               | Нелл Джексон                      | Лёгкая атлетика                 | Тренер       | Тренер женской олимпийской сборной США (1956, 1972), первый афроамериканец — главный тренер олимпийской сборной США; первая афроамериканка в составе совета директоров НОК США. |
| 1990 |                                               | Пэт Хед Саммитт                   | Баскетбол                       | Тренер       | Олимпийская чемпионка (1984), чемпионка мира (1979) и Панамериканских игр, многократная чемпионка и тренер года NCAA. |
| 1991 |                                               | Элис Коучмэн Дэвис                | Лёгкая атлетика                 | Пионер       | Первая афроамериканка — олимпийская чемпионка и первая олимпийская чемпионка в лёгкой атлетике из США (прыжок в высоту, 1948), 26-кратная чемпионка США; основательница Легкоатлетического фонда Элис Коучмэн. |
| 1991 |                                               | Кристль Кранц                     | Горнолыжный спорт               | Пионер       | Олимпийская чемпионка (1936) и 12-кратная чемпионка мира; первая женщина — сертифицированный лыжный инструктор в Германии. |
| 1991 |                                               | Шерил Миллер                      | Баскетбол                       | Современница | Олимпийская чемпионка (1984), чемпионка мира (1986), двукратная чемпионка и трёхкратная обладательница титула лучшей баскетболистки NCAA. |
| 1991 |                                               | Вера Чаславска                    | Гимнастика                      | Современница | Многократный призёр Олимпийских игр, чемпионатов мира и Европы, в том числе 2-кратная олимпийская чемпионка в многоборье (1964, 1968); спортивный судья, тренер, президент НОК Чехословакии и Чехии, награждена медалью Пьера де Кубертена и Олимпийским орденом. |
| 1991 |                                               | Мюриэль Гроссфельд                | Гимнастика                      | Тренер       | Тренер сборной США по спортивной гимнастике на Олимпийских и Панамериканских играх и чемпионатах мира в 1967—1974 годах, судья на чемпионатах мира и Олимпийских играх, председатель технической комиссии Международной федерации гимнастики, член Зала гимнастической славы США (1980).                                                                             |
| 1991 |                                               | Констанс Эпплби                   | Хоккей на траве                 | Тренер       | Популяризатор хоккея на траве в США, соосновательница Ассоциации хоккея на траве Соединённых Штатов. |
| 1992 |                                               | Бесси Колман                      | Авиационный спорт               | Пионер       | Первая американка — обладательница международной лицензии пилота, участница аэробатических шоу; погибла в ходе испытательного полёта (1926). |
| 1992 |                                               | Кэрол Хейсс Дженкинс              | Фигурное катание                | Пионер       | Олимпийская чемпионка (1960), победительница пяти подряд чемпионатов мира. |
| 1992 |                                               | Людмила Белоусова-Протопопова     | Фигурное катание                | Современница | Двукратная олимпийская чемпионка в парном катании (1964, 1968), многократная победительница и призёр чемпионатов мира и Европы, участница «Балета на льду» (Ленинград), соревнований фигуристов-профессионалов. |
| 1992 |                                               | Ирена Киршенштейн Шевиньская      | Лёгкая атлетика                 | Современница | Семикратный призёр (в том числе трёхкратная чемпионка, 1964, 1968, 1976) Олимпийских игр, участница пяти Олимпиад, многократная чемпионка Европы; функионер Федерации лёгкой атлетики Польши, член МОК. |
| 1992 |                                               | Маргарет Уэйд                     | Баскетбол                       | Тренер       | 3-кратная чемпионка Ассоциации межвузовского спорта для женщин, член Зала славы баскетбола (1985); имя Маргарет Уэйд носит приз, ежегодно присуждаемой лучшей баскетболистке-студентке США. |
| 1993 |                                               | Кит Кляйн Аутленд                 | Конькобежный спорт              | Пионер       | Чемпионка и бронзовый призёр показательных соревнований на Олимпийских играх 1932 года, победительница первого официального женского чемпионата мира в классическом многоборье (1936), член Национального зала славы конькобежного спорта (1964). |
| 1993 |                                               | Тони Стоун                        | Бейсбол                         | Пионер       | Первая женщина, игравшая за профессиональную мужскую бейсбольную команду. |
| 1993 |                                               | Мэри Мигер                        | Плавание                        | Современница | 3-кратная олимпийская чемпионка (1984) и 2-кратная чемпионка мира, обладательница двух из наиболее долговременных рекордов мира (100 и 200 м баттерфляем), лучшая студентка-спортсменка США (1987); член НОК США. |
| 1993 |                                               | Мэри Лу Реттон                    | Гимнастика                      | Современница | Чемпионка Олимпийских игр в многоборье и многократный призёр в отдельных дисциплинах (1984), спортсменка года по версиям Associated Press и спортсмен года по версии Sports Illustrated (оба — 1984). |
| 1993 |                                               | Корнелия Эндер                    | Плавание                        | Современница | 8-кратный призёр (в том числе 4-кратная чемпионка, 1976) Олимпийских игр, установила 22 мировых рекорда в 1973—1976 годах. |
| 1993 |                                               | Шэррон Бэкас                      | Софтбол                         | Тренер       | 8-кратная чемпионка NCAA и Ассоциации межвузовского спорта для женщин, рекордсменка вузовского софтбола по числу одержанных побед (847), член Зала славы Любительской софтбольной ассоциации (1985); директор по игровому персоналу Женской профессиональной софтбольной лиги.                                                                                       |
| 1994 |                                               | Лис Хартель                       | Конный спорт                    | Пионер       | Выступала с парализованными ногами после перенесённого полиомиелита; двукратный призёр Олимпийских игр в выездке (первая женщина-призёр в соревновании с мужчинами, 1952), неофициальная чемпионка мира (1954), многократная чемпионка Дании, кавалер ордена Данеброг, член Зала славы Олимпийского комитета Дании.                                                  |
| 1994 |                                               | Цзи Чжэн                          | Лёгкая атлетика                 | Современница | Одновременная обладательница мировых рекордов на дистанциях 100 и 200 м гладким бегом и 80 м с барьерами, единоличный лидер на спринтерских дистанциях в 1969—1970 годах; президент федерации лёгкой атлетики и член НОК Китайского Тайбэя. |
| 1994 |                                               | Рена (Расти) Канокоги             | Дзюдо                           | Тренер       | Пропагандист женского спорта, организатор первого в истории чемпионата мира по дзюдо среди женщин (1980) и включения женского дзюдо в программу Олимпийских игр (1988) в статусе показательных соревнований. |
| 1995 |                                               | Джуди Девлин Хашман               | Бадминтон                       | Пионер       | 3-кратная чемпионка Кубка Убер со сборной США, чемпионка Европы, многократная победительница Открытого чемпионата Англии; как тренер привела сборную Англии к званию чемпионов Европы в смешанных парах. |
| 1995 |                                               | Бетти Хикс                        | Гольф                           | Пионер       | Чемпионка США среди любителей, спортсменка года по версии «Ассошиэйтед Пресс» (1941); соосновательница первой Женской профессиональной ассоциации гольфа, директор турниров LPGA, автор учебника для тренеров по гольфу, пилот-инструктор. |
| 1995 |                                               | Грете Вайтц                       | Марафон                         | Современница | Рекордсменка мира на дистанции 3000 м, обладательница мировых достижений в марафоне, 9-кратная победительница Нью-Йоркского марафона в 1978—1988 годах; создательница проекта по развитию лёгкой атлетики среди девушек, организатор ежегодных Забегов Грете Вайтц — крупнейших в мире спонсируемых женских спортивных соревнований.                                 |
| 1995 |                                               | Анникен Крингстад                 | Спортивное ориентирование       | Современница | 6-кратная чемпионка мира (по 3 раза подряд в личном и командном зачёте), награждена золотой медалью Svenska Dagbladet (1981). |
| 1995 |                                               | Барбара Джекет                    | Лёгкая атлетика                 | Тренер       | Многократная чемпионка и тренер года Национальной ассоциации межвузовского спорта, главный тренер сборной США на чемпионатах мира. |
| 1995 |                                               | Джоди Конрадт                     | Баскетбол                       | Тренер       | Чемпионка (1986, первый «сухой» сезон в истории I дивизиона) и многократный тренер года NCAA. |
| 1996 |                                               | Мэй Фэггс Старр                   | Лёгкая атлетика                 | Пионер       | Первая американка — участница трёх Олимпиад, чемпионка (1952) и бронзовый призёр Олимпийских игр, лидер и тренер женской сборной Университета штата Теннесси, член Зала славы лёгкой атлетики США (1976). |
| 1996 |                                               | Флоренс Чедвик                    | Плавание                        | Пионер       | Первая женщина, переплывшая Ла-Манш в обоих направлениях, первая женщина, переплывшая Гибралтарский пролив, Босфор и Дарданеллы, член Зала славы мирового плавания (1970). |
| 1996 |                                               | Лидия Скобликова                  | Конькобежный спорт              | Современница | Шестикратная олимпийская чемпионка (1960, 1964 — все четыре дисциплины), двукратная чемпионка мира в классическом многоборье, многократная рекордсменка мира. |
| 1996 |                                               | Дайан Холум                       | Конькобежный спорт              | Тренер       | 4-кратный призёр (в том числе чемпионка, 1972) Олимпийских игр, 15-кратный призёр чемпионатов мира, рекордсменка мира; тренер сборной США на 8 чемпионатах мира и 3 Олимпиадах, член Национального зала славы конькобежного спорта (1986). |
| 1997 |                                               | Барбара Энн Скотт-Кинг            | Фигурное катание                | Пионер       | Олимпийская чемпионка (1948), одновременная чемпионка Северной Америки, Европы и мира (1947), участница ледовых шоу. |
| 1997 |                                               | Дайана Голден                     | Горнолыжный спорт               | Современница | Победительница показательных соревнований горнолыжниц-инвалидов на Олимпийских играх 1988 года, 10-кратная чемпионка мира среди инвалидов. |
| 1997 |                                               | Эвелин Эшфорд                     | Лёгкая атлетика                 | Современница | 5-кратный призёр (в том числе 4-кратная чемпионка, 1984, 1988, 1992) Олимпийских игр, рекордсменка мира на дистанции 100 м. |
| 1997 |                                               | Гейл Эмери                        | Синхронное плавание             | Тренер       | Главный тренер сборной США на Олимпийских играх 1988—1996 годов, тренер сборной США на чемпионатах мира с 1982 по 1998 год, тренер спортсменок, завоевавших 11 золотых медалей Олимпийских игр и 14 золотых медалей чемпионатов мира. |
| 1998 | Маргарет Осборн (слева) и Луиза Браф          | Маргарет Осборн Дюпон             | Теннис                          | Пионер       | 37-кратная победительница турниров Большого шлема (в том числе 25-кратная чемпионка США) во всех разрядах, самая возрастная (на год избрания) победительница турнира Большого шлема (44 года, 1962), член Международного зала теннисной славы (1967). |
| 1998 |                                               | Шерли Стрикленд де ла Ханти       | Лёгкая атлетика                 | Пионер       | 7-кратный призёр Олимпийских игр (в том числе 2-кратная чемпионка на дистанции 80 м с барьерами, 1952, 1956), первая олимпийская медалистка в лёгкой атлетике из Австралии, рекордсменка мира; тренер, судья на Олимпийских играх, член ордена Британской империи и ордена Австралии, член Зала спортивной славы Австралии (1985).                                   |
| 1998 |                                               | Флоренс Гриффит Джойнер           | Лёгкая атлетика                 | Современница | 5-кратный призёр (в том числе 3-кратная чемпионка, 1988) Олимпийских игр, обладательница рекордов мира на спринтерских дистанциях, обладательница приза Джеймса Салливана (1989); сопредседатель Президентского совета по физической культуре и спорту. |
| 1998 |                                               | Дороти Хэмилл                     | Фигурное катание                | Современница | Олимпийская чемпионка (1976), чемпионка мира среди любителей (1976) и среди профессионалов (1984—1987), участница и художественный директор ледовых ревю Ice Capades; популяризатор фигурного катания, член консультационного совета Фонда женского спорта. |
| 1998 |                                               | Тара ван Дервир                   | Баскетбол                       | Тренер       | Олимпийская чемпионка (1996), многократная чемпионка и тренер года NCAA. |
| 1999 |                                               | Бетти Джеймсон                    | Гольф                           | Пионер       | Чемпионка любительского и профессионального чемпионата США, первая женщина, прошедшая курс в 72 лунки менее чем за 300 ударов; соосновательница LPGA, член Всемирного зала славы гольфа (1998). |
| 1999 |                                               | Сандра Хейни                      | Гольф                           | Современница | Вернулась в гольф после 3-летнего перерыва, выиграв 39 турниров до него и 3 после; чемпионка LPGA (1965, 1974) и Открытого чемпионата США, член Всемирного зала славы гольфа (1977). |
| 1999 |                                               | Джоан Бенуа Сэмюэлсон             | Марафон                         | Современница | Первая в истории олимпийская чемпионка в марафоне (1984), рекордсменка США на большинстве стайерских дистанций; «Человек года» (1984) по версии журнала Ms., пропагандистка оздоровительного бега. |
| 1999 |                                               | Тина Слоан Грин                   | Лякросс                         | Тренер       | Многократная чемпионка Ассоциации межвузовского спорта для женщин и NCAA, первая афроамериканка-тренер, завоевавшая чемпионское звание в I дивизионе NCAA (1984). |
| 2000 |                                               | Марджори Джексон-Нельсон          | Лёгкая атлетика                 | Пионер       | Двукратная олимпийская чемпионка (1952), первая австралийка — олимпийский чемпион в лёгкой атлетике, рекордсменка мира на дистанциях 100 и 200 м; губернатор Южной Австралии, компаньон ордена Австралии, командор Королевского Викторианского ордена, член ордена Британской империи, член Зала спортивной славы Австралии (1985).                                  |
| 2000 |                                               | Ширли Бабашофф                    | Плавание                        | Современница | 9-кратный призёр (в том числе 3-кратная чемпионка, 1972, 1976) Олимпийских игр, многократная чемпионка и 11-кратная рекордсменка мира, спортсменка года по версии НОК США (1974), член Зала славы мирового плавания (1982). |
| 2000 | Трейси Руис (слева) и Кэнди Кости             | Трейси Руис-Конфорто              | Синхронное плавание             | Современница | Трёхкратный призёр (в том числе двукратная чемпионка, 1984) Олимпийских игр, первая обладательница звания олимпийской чемпионки в синхронном плавании, чемпионка мира, член Зала славы мирового плавания (1993). |
| 2000 |                                               | Крис Карвер                       | Синхронное плавание             | Тренер       | Главный тренер сборной США на Олимпийских играх и чемпионатах мира, тренер первых олимпийских чемпионок в групповом синхронном плавании (1996); пропагандистка участия мужчин в соревнованиях по синхронному плаванию. |
| 2001 |                                               | Агнеш Келети-Биро                 | Гимнастика                      | Пионер       | Десятикратный призёр (в том числе пятикратная чемпионка, 1952, 1956) Олимпийских игр, чемпионка мира; тренер сборной Израиля по спортивной гимнастике. |
| 2001 |                                               | Бонни Блэйр                       | Конькобежный спорт              | Современница | 6-кратный призёр (в том числе 5-кратная чемпионка) Олимпийских игр (1988, 1992, 1994), 3-кратная чемпионка мира в спринтерском многоборье, рекордсменка мира на дистанции 500 м. |
| 2001 |                                               | Джанет Эванс                      | Плавание                        | Современница | 5-кратный призёр (в том числе 4-кратная чемпионка) Олимпийских игр (1988, 1992), многократная рекордсменка мира, 45-кратная рекордсменка США, обладательница приза Джеймса Салливана (1989). |
| 2001 |                                               | Мейбл Фэрбенкс                    | Фигурное катание                | Тренер       | Участница профессиональных ледовых ревю, тренер чемпионов США, борец за права чернокожих фигуристов. |
| 2002 |                                               | Бетти Катберт                     | Лёгкая атлетика                 | Пионер       | Наиболее титулованный легкоатлет Австралии, 4-кратная олимпийская чемпионка в 4 разных дисциплинах (1956, 1964), обладательница 11 мировых рекордов на спринтерских дистанциях. |
| 2002 | Валери Бриско-Хукс (справа) и Флоренс Гриффит | Валери Бриско-Хукс                | Лёгкая атлетика                 | Современница | Четырёхкратный призёр (в том числе трёхкратная чемпионка) Олимпийских игр, первая чемпионка на дистанциях 200 и 400 м на одних Играх (1984). |
| 2002 |                                               | Джейн Торвилл                     | Фигурное катание                | Современница | Чемпионка (1984) и бронзовый призёр Олимпийских игр, четырёкратная подряд чемпионка мира и Европы в танцах на льду. |
| 2002 |                                               | Никки Томлинсон Франке            | Фехтование                      | Тренер       | Основательница фехтовальной программы Университета Темпл, чемпионка NCAA (1991/92) и многократная обладательница звания женского тренера года от Ассоциации фехтовальных тренеров США. |
| 2003 |                                               | Хитер Маккей                      | Сквош                           | Пионер       | Многократная чемпионка мира по сквошу и победительница Женского профессионального ракетбольного тура, член Зала спортивной славы Австралии (1985) и Всемирного зала славы сквоша (1993). |
| 2003 |                                               | Гао Минь                          | Прыжки в воду                   | Современница | Двукратная чемпионка Олимпийских игр (1988, 1992) и мира, чемпионка Азиатских игр и Игр доброй воли, обладательница Кубка мира; абсолютный лидер женских прыжков в воду с трамплина в 1986—1992 годах, член Зала славы мирового плавания (1998). |
| 2003 |                                               | Джеки Джойнер-Керси               | Лёгкая атлетика                 | Современница | 6-кратный призёр (в том числе 3-кратная чемпионка) Олимпийских игр в прыжках в длину и семиборье (1984, 1988, 1992), рекордсменка мира, первая женщина, набравшая 7000 очков в семиборье, обладательница приза Джеймса Салливана (1986), спортсменка года по версии Associated Press (1987), первый двукратный лауреат Приза Джесси Оуэнса.                          |
| 2003 |                                               | Линда Воллстедт                   | Гольф                           | Тренер       | 6-кратная чемпионка I дивизиона NCAA с 1990 по 1998 год. |
| 2004 |                                               | Мария Эстер Буэно                 | Теннис                          | Пионер       | Многократная победительница турниров Большого шлема, первая ракетка мира, спортсменка года по версии «Ассошиэйтед Пресс» (1959), член Международного зала теннисной славы (1975). |
| 2004 |                                               | Нэнси Хогсхед-Макар               | Плавание                        | Современница | 5-кратная медалистка (в том числе 4-кратная чемпионка) Олимпийских игр 1984 года; активист борьбы с бронхиальной астмой, 4-й президент Фонда женского спорта. |
| 2004 |                                               | Беверли Кирни                     | Лёгкая атлетика                 | Тренер       | Тренер 14 индивидуальных чемпионок NCAA. |
| 2005 |                                               | Люсия Харрис Стюард               | Баскетбол                       | Пионер       | 3-кратная чемпионка Ассоциации межвузовского спорта для женщин, лучшая студентка-спортсменка США (1977), первая женщина, выбранная в драфте мужской НБА, член Зала славы баскетбола (1992). |
| 2005 |                                               | Катарина Витт                     | Фигурное катание                | Современница | Двукратная олимпийская чемпионка (1984, 1988), многократная чемпионка мира и Европы (в том числе победительница 6 чемпионатов Европы подряд с 1982 по 1986 год); участница ледовых ревю, обладательница прайм-таймовой премии «Эмми» за телепрограмму «Кармен на льду».                                                                                              |
| 2005 |                                               | Марджори Райт                     | Софтбол                         | Тренер       | Обладательница рекорда NCAA по числу выигранных матчей, чемпионка NCAA (1998), чемпионка мира со взрослой (1998) и молодёжной сборными США. |
| 2006 |                                               | Шейн Гоулд                        | Плавание                        | Пионер       | Рекордсменка мира на 5 дистанциях вольным стилем; обладательница звания «Австралиец года» (1972). |
| 2006 |                                               | Диана Найэд                       | Плавание                        | Пионер       | Обладательница рекорда по дальности плавания на открытой воде (1979), член Зала славы мирового плавания (2003). |
| 2006 |                                               | Наваль Эль-Мутавакель             | Лёгкая атлетика                 | Современница | Первая женщина — призёр Олимпийских игр из мусульманской страны (золото, 400 м с барьерами, 1984); член Международного олимпийского комитета и совета IAAF. |
| 2006 |                                               | Шарлин Вивиан Стрингер            | Баскетбол                       | Тренер       | Многократный тренер года NCAA, член Зала славы женского баскетбола (2001). |
| 2008 |                                               | Исако (Чако) Игути                | Гольф                           | Пионер       | Победительница профессиональных мейджоров, чемпионка LPGA (1977), член Всемирного зала славы гольфа (2003); пропагандистка гольфа и комиссар LPGA в Японии. |
| 2008 |                                               | Хассиба Булмерка                  | Лёгкая атлетика                 | Современница | Первая женщина — чемпионка мира по лёгкой атлетике из Африки (1500 м, 1991), олимпийская чемпионка (1992); член комиссий и рабочих групп МОК. |
| 2008 |                                               | Шэннон Миллер                     | Гимнастика                      | Современница | Обладательница 7 олимпийских медалей, в том числе 2 золотых (1996); основательница фонда по борьбе с ожирением. |
| 2008 |                                               | Сью Энквист                       | Софтбол                         | Тренер       | 11-кратная победительница студенческих чемпионатов США как игрок и тренер, одержала 887 побед в NCAA как тренер. |

### Суммарная статистика избраний
| Год  | Всего |
| ---- | ----- |
| 1980 | 9     |
| 1981 | 6     |
| 1982 | 5     |
| 1983 | 5     |
| 1984 | 6     |
| 1985 | 4     |
| 1986 | 6     |
| 1987 | 7     |
| 1988 | 4     |
| 1989 | 4     |
| 1990 | 5     |
| 1991 | 6     |
| 1992 | 5     |
| 1993 | 6     |
| 1994 | 3     |
| 1995 | 6     |
| 1996 | 4     |
| 1997 | 4     |
| 1998 | 5     |
| 1999 | 4     |
| 2000 | 4     |
| 2001 | 4     |
| 2002 | 4     |
| 2003 | 4     |
| 2004 | 3     |
| 2005 | 3     |
| 2006 | 4     |
| 2008 | 4     |

| Вид спорта                | Всего |
| ------------------------- | ----- |
| Авиационный спорт         | 3     |
| Автоспорт                 | 1     |
| Альпинизм                 | 1     |
| Бадминтон                 | 1     |
| Баскетбол                 | 8     |
| Бейсбол                   | 1     |
| Боулинг                   | 1     |
| Велоспорт                 | 1     |
| Воднолыжный спорт         | 1     |
| Волейбол                  | 1     |
| Гимнастика                | 9     |
| Гольф                     | 17    |
| Горнолыжный спорт         | 4     |
| Дзюдо                     | 1     |
| Конный спорт              | 1     |
| Конькобежный спорт        | 5     |
| Лёгкая атлетика           | 23    |
| Лякросс                   | 1     |
| Марафон                   | 2     |
| Плавание                  | 16    |
| Поло                      | 1     |
| Прыжки в воду             | 4     |
| Синхронное плавание       | 3     |
| Сквош                     | 2     |
| Софтбол                   | 4     |
| Спортивное ориентирование | 1     |
| Стрельба из лука          | 1     |
| Стрелковый спорт          | 1     |
| Теннис                    | 12    |
| Фехтование                | 2     |
| Фигурное катание          | 12    |
| Хоккей                    | 1     |

| Страна           | Всего |
| ---------------- | ----- |
| Австралия        | 8     |
| Австрия          | 1     |
| Алжир            | 1     |
| Бразилия         | 1     |
| Великобритания   | 2     |
| Венгрия          | 2     |
| Германия         | 3     |
| Дания            | 1     |
| Канада           | 1     |
| Китай            | 1     |
| Китайский Тайбэй | 1     |
| Марокко          | 1     |
| Нидерланды       | 1     |
| Норвегия         | 2     |
| Польша           | 1     |
| Румыния          | 1     |
| СССР             | 6     |
| США              | 95    |
| Франция          | 2     |
| Чехословакия     | 2     |
| Швеция           | 1     |
| Япония           | 1     |

| Категория    | Всего |
| ------------ | ----- |
| Пионер       | 52    |
| Современница | 61    |
| Тренер       | 21    |